# Глуховская, Анастасия Васильевна
Анастасия Васильевна Глуховская (укр. Анастасія Василівна Глуховська; род. 1922, УССР) — советская колхозница, руководительница звена колхоза в Червоноармейском районе Житомирской области. Герой Социалистического Труда (1950).

## Биография
Родилась в 1922 году в Украинской ССР. Работала руководительницей звена по выращиванию льна-долгунца в колхозе им. 131-го Таращанского полка (позже им. Ленина) села Великого Луга Червоноармейского района Житомирской области.

## Награды
- Герой Социалистического Труда (1950)